# 神戶市交通局

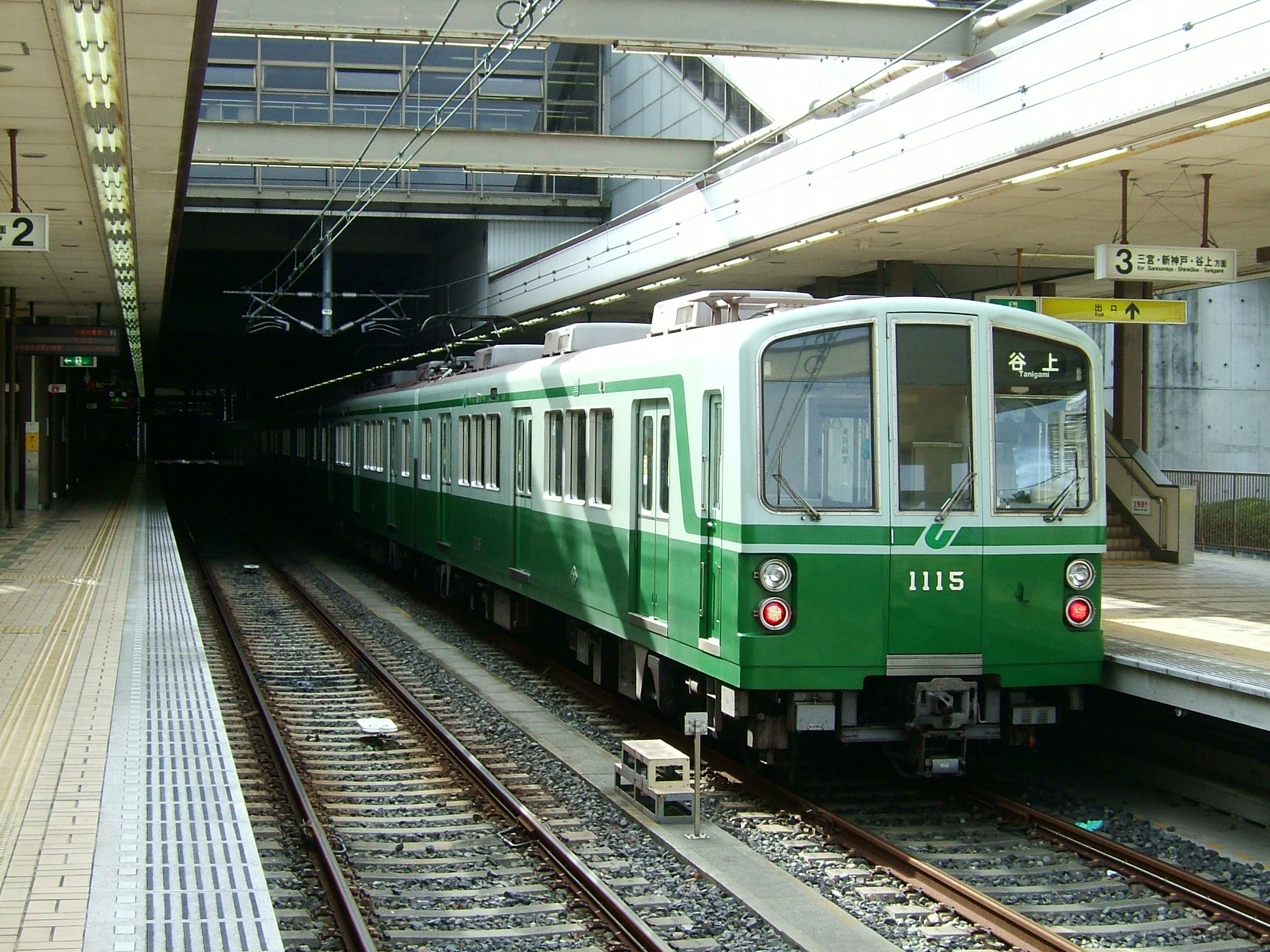
神戶市營地鐵

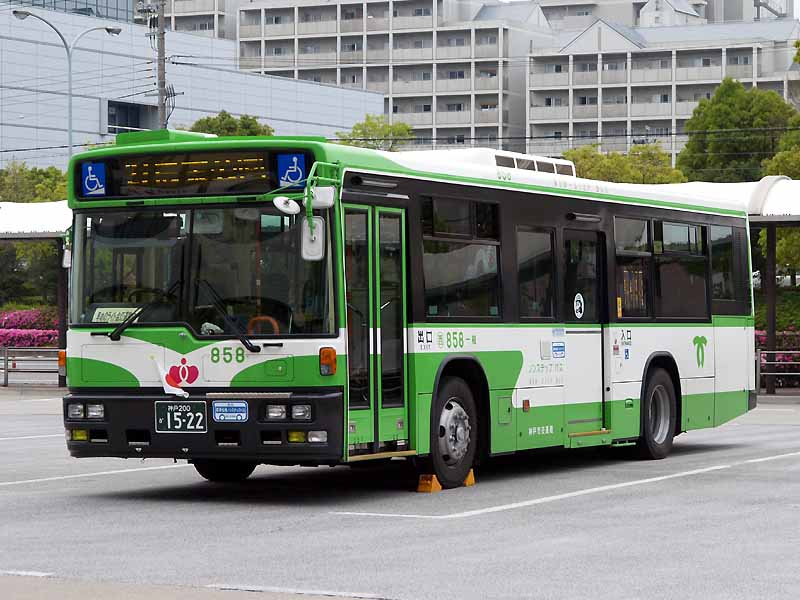
神戶市公車

神戶市交通局（日语：／ Kōbe-shi Kōtsūkyoku */?）是一家運營兵庫縣神戶市內公營交通的地方公營企業。神戶市交通局運營有神戶市營地鐵和神戶市公車。過去還運營有神戶市電。神戶市交通局成立於1917年，在1930年開始經營公車事業，1977年開通了神戶市的首條地鐵。

## 外部連結
- 神戶市交通局 （页面存档备份，存于）